# Nausithoidae
Famille
Les Nausithoidae sont une famille des méduses (groupe de cnidaires) de l'ordre des Coronatae.

## Liste des genres
Selon World Register of Marine Species (12 septembre 2015) :
- genre Nausithoe Kölliker, 1853 — 21 espèces
- genre Palephyra Haeckel, 1880 — 3 espèces
- genre Thecoscyphus Werner, 1984 — 1 espèce